# Cycling for libraries
Cycling for libraries, mouvement international de plaidoyer en faveur des bibliothèques fondé en 2011 en Finlande, vise à promouvoir et à mieux faire connaître les services et les ressources des bibliothèques. Les responsables politiques, les médias et le public sont les cibles privilégiées de cette campagne. Chaque année, dans plusieurs pays à travers le monde, plusieurs dizaines de professionnels des bibliothèques et de la documentation se rassemblent et entament une conférence itinérante à vélo sur quelques jours. L'IALA (International Association for Library Advocacy), association internationale pour le plaidoyer en faveur des bibliothèques, créée en janvier 2014, a soutenu ce mouvement, jusqu'à sa dissolution en 2017. Le mouvement se poursuit néanmoins, par des associations ou des regroupements indépendants de professionnels. 

## Histoire

### Branche initiale finlandaise
À la conférence d'EBLIDA (European Bureau of Library Information and Documentation Associations), à Helsinki en mai 2010, un groupe de bibliothécaires finlandais lance l'idée d'organiser une conférence alternative à bicyclette afin de discuter de manière informelle avec des collègues de toute l'Europe sur les enjeux et les défis que les bibliothèques doivent relever, notamment face au développement des ressources et des usages numériques. Rejoints par d'autres bibliothécaires de différentes nationalités, ils décident ainsi de parcourir à vélo les 70 km entre Borås et Göteborg en Suède pour se rendre à la 76e conférence de la Fédération internationale des associations et institutions de bibliothèques (IFLA) qui s'y déroule du 10 au 15 août 2010. 
Forts de leur succès, les organisateurs de cette non-conférence à vélo planifient la 1re édition officielle de Cycling for libraries du 27 mai au 7 juin 2011 entre Copenhague et Berlin (650 km). Puis du 28 juillet au 7 août 2012, une centaine de participants parcourt les 600 km qui relient Vilnius à Tallinn et du 18 au 26 juin 2013, les bibliothécaires et bibliophiles à vélo partent d'Amsterdam pour rejoindre Bruxelles en 9 jours. À la suite de ces différentes éditions, l'IALA (association internationale pour le plaidoyer en faveur des bibliothèques) est fondée en janvier 2014 et se donne pour mission d'organiser les éditions suivantes de Cycling for libraries.

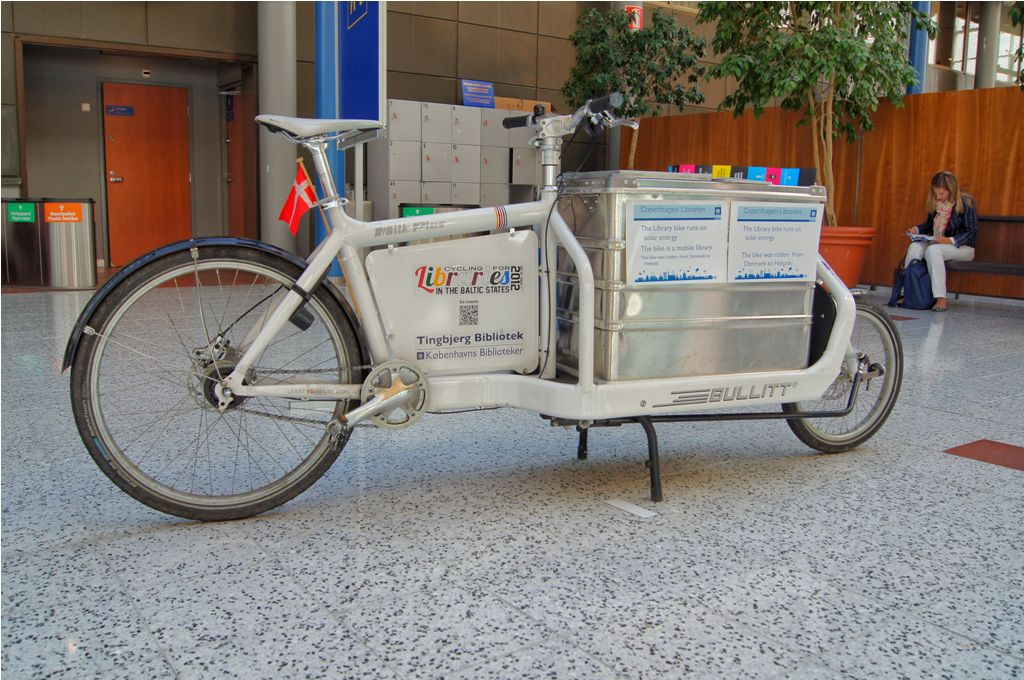
Vélo cargo
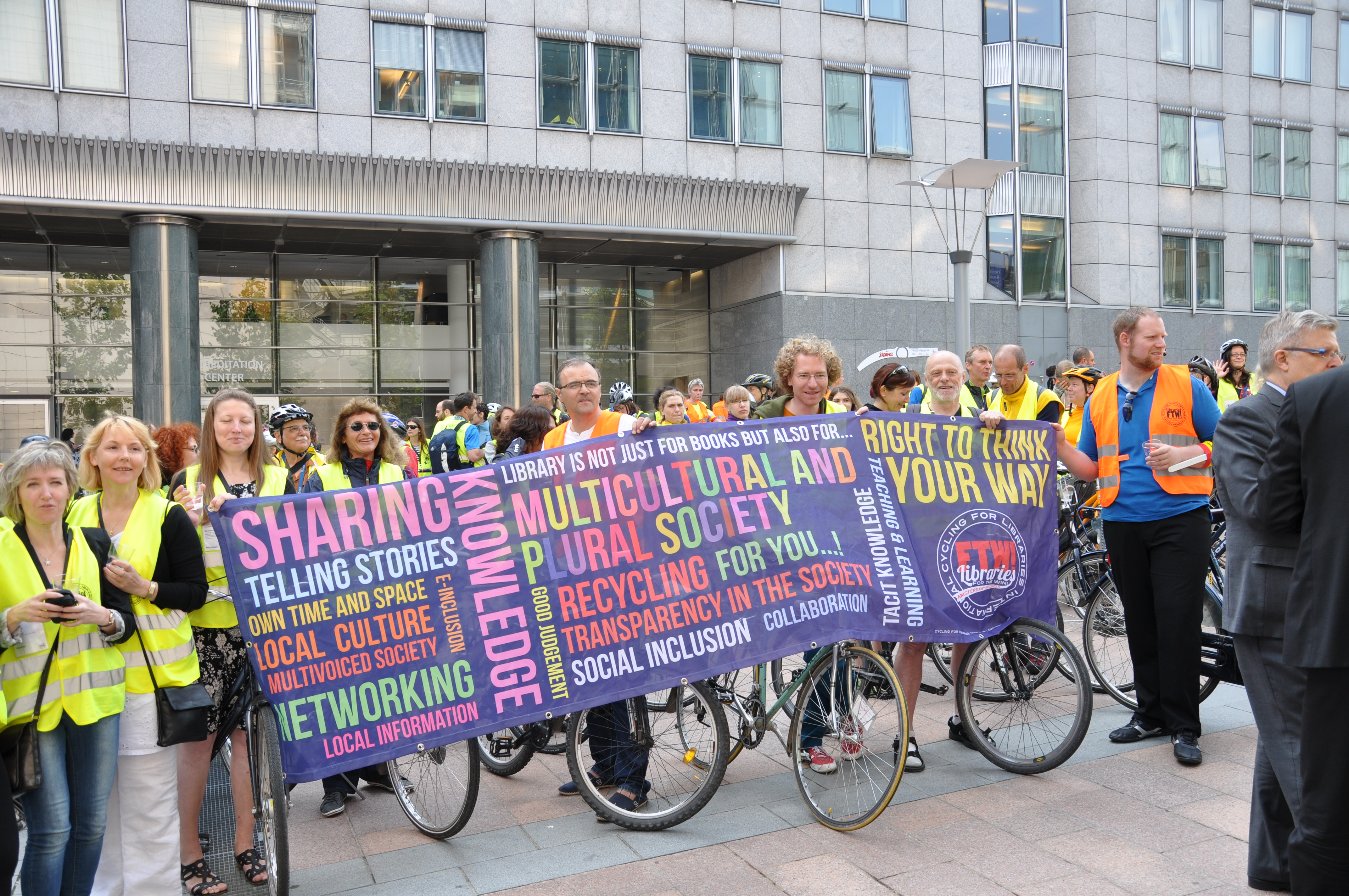
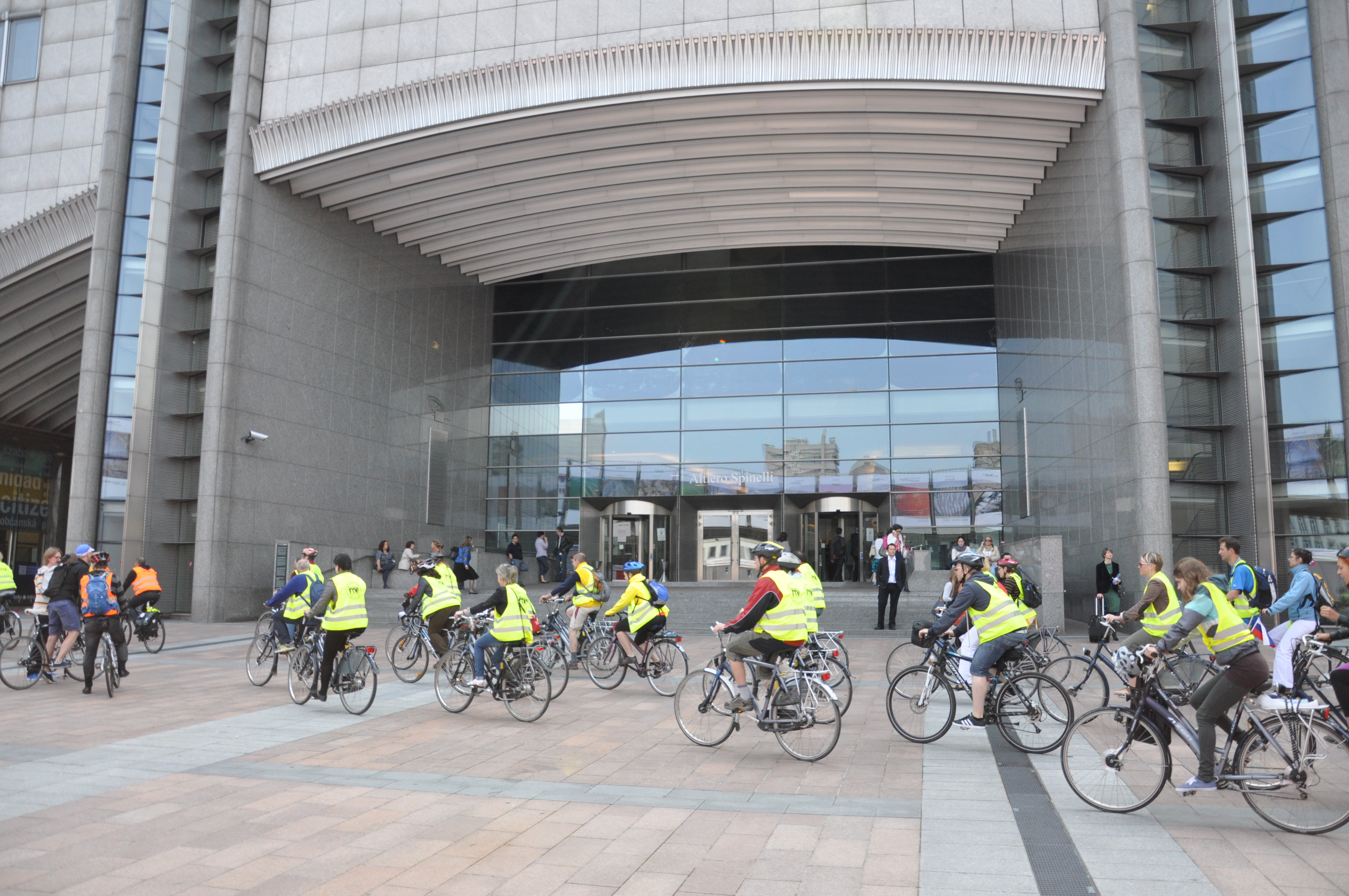
Cyclothécaires
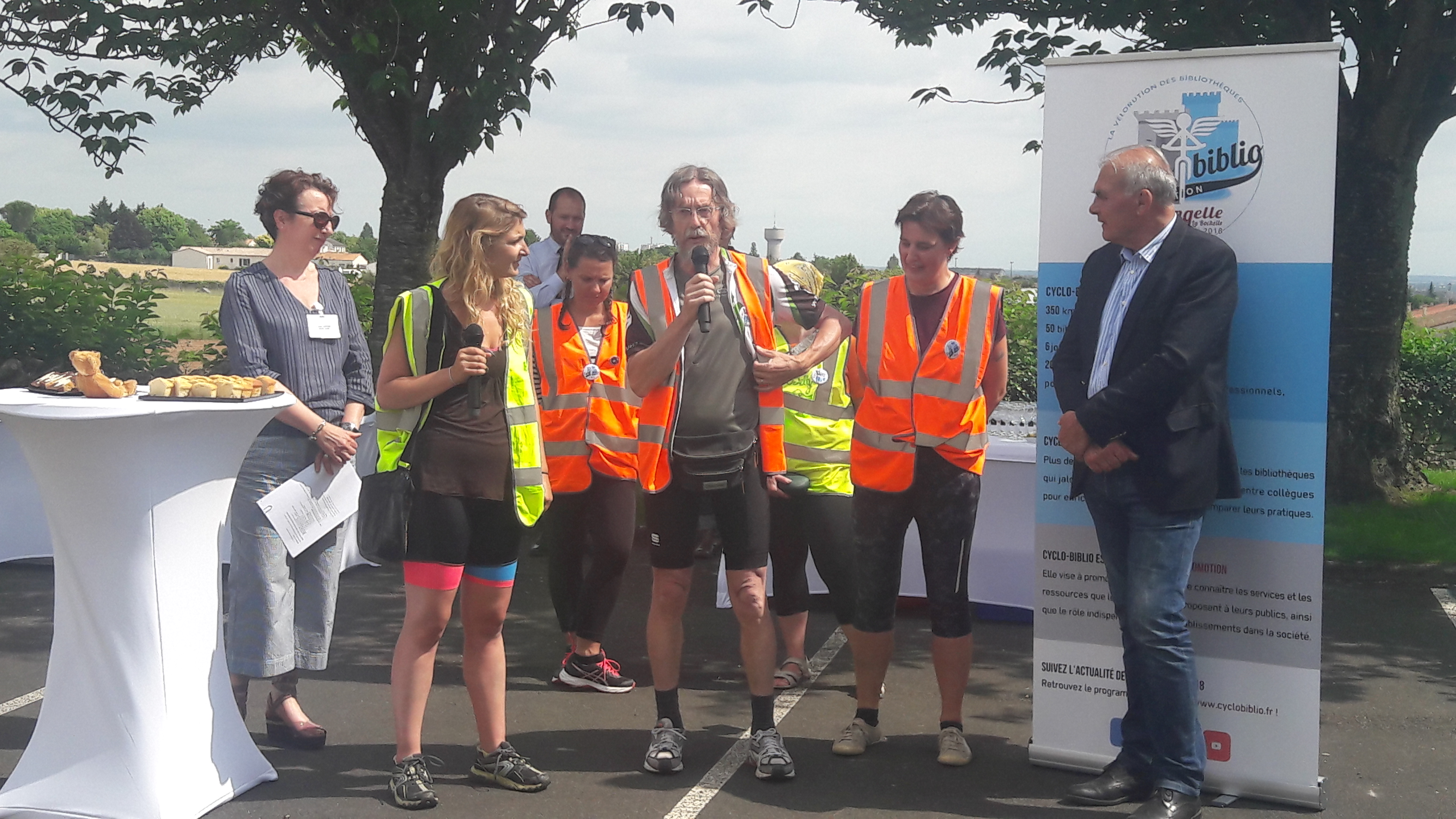
Rencontre avec des élus

### Cyclo-biblio, version francophone deCycling for libraries
À l'occasion du 80e congrès de l'IFLA (Lyon, 16 au 22 août 2014), la branche francophone de Cycling for libraries se constitue le 28 avril 2014 et prend le nom de Cyclo-biblio. Du 6 au 14 août 2014, 92 bibliothécaires internationaux pédalent de Montpellier à Lyon pour valoriser les bibliothèques et promouvoir leurs services auprès des passants, usagers des bibliothèques visitées et élus rencontrés en chemin. 

## Objectifs

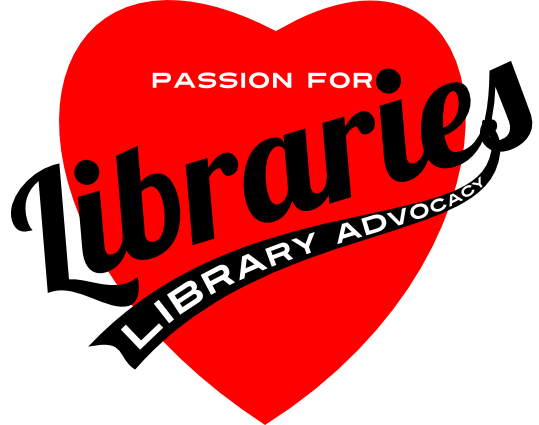
Pflheart-logo

### Conférence itinérante à vélo
Cycling for libraries permet de rencontrer des collègues de toute l'Europe pour discuter sur le métier de bibliothécaire et échanger sur les pratiques actuelles et à venir. C'est aussi l'occasion pour les participants de développer leur réseau professionnel et de renforcer leur engagement en tant que porte-parole des bibliothèques. Enfin, chaque année, le programme permet aux participants de découvrir et de visiter des bibliothèques municipales, des bibliothèques universitaires et des centres de documentation de la région du pays traversé.  
Ces visites se font au rythme de la bicyclette qui permet de prendre le temps d'apostropher les passants et les autres cyclistes rencontrés sur la route pour discuter avec eux. Que l'on soit novice ou cycliste expérimenté, le parcours est adapté et les itinéraires et étapes sont planifiés en lien avec des associations de cyclisme nationales et notamment avec l'association française pour le développement des véloroutes et voies vertes, pour la France. On peut parler de vélorution des bibliothèques : « alors que la vélorution est un mouvement visant à promouvoir l'utilisation du vélo en tant que mode de déplacement, Cyclo-biblio utilise le vélo comme mode de déplacement pour promouvoir les bibliothèques, et montrer en quoi elles sont encore révolutionnaires aujourd'hui ».

### Campagne de plaidoyer
Dans un contexte de restrictions des budgets publics qui touche les bibliothèques européennes et dans une moindre mesure les bibliothèques françaises, Cycling for libraries s'est donné pour missions de défendre le rôle des bibliothèques et de démontrer en quoi ces établissements sont indispensables pour le vivre ensemble. Si les décideurs politiques sont une des cibles de cette campagne, elle s'adresse aussi majoritairement aux citoyens qui les élisent et en particulier aux personnes qui n'ont pas l'habitude de fréquenter les bibliothèques afin de les inciter à découvrir ces lieux d'accès à l'information et à internet.

## Différentes éditions
| Dates                    | Distances | Trajets               | Thématiques                                                              |
| ------------------------ | --------- | --------------------- | ------------------------------------------------------------------------ |
| 27 mai - 7 juin 2011     | 650 km    | Copenhague - Berlin   | Shifting traditions                                                      |
| 28 juillet - 7 août 2012 | 600 km    | Vilnius - Tallinn     | Re-positioning libraries                                                 |
| 18 - 26 juin 2013        | 220 km    | Amsterdam - Bruxelles | Information society skills and training / Rights                         |
| 1 - 10 septembre 2015    | 675 km    | Oslo - Aarhus         | Makerspaces / New buildings / New Challenges, new skills and competences |
| 5 - 11 août 2016         | 385 km    | Welland - Ontario     | Multiculturalisme                                                        |
| 17 - 20 mai 2017         | 150 km    | Öresund tour          | Information specialists                                                  |
| 10 - 13 septembre 2017   | 300 km    | Trois-Ponts - Genk    | Cycling and learning / Collaboration                                     |